# 李惠 (北魏)
李惠（？—478年），中山郡安喜县（今河北省定州市）人，北魏外戚，思皇后李氏的父亲，魏孝文帝的外祖父。
李惠是左将军、南郡公李盖之子，二十岁时继承父亲的南郡公爵位，娶襄城王韩颓之女为妻。韩氏生下两个女儿，大女儿后来嫁给了皇太子拓跋弘。魏文成帝和平元年（460年），李惠率领凉州诸军从北道进军，讨伐吐谷浑的拾寅。他历任散骑常侍、侍中、征西大将军，并秦州刺史、益州刺史。魏献文帝皇兴二年（468年）四月，李惠被任命为征南大将军、仪同三司、都督关右诸军事、雍州刺史，爵位晋升为南郡王，同时兼任长安镇大将。后来转任开府仪同三司、青州刺史。他历任各州刺史，有善政。文明太后忌恨李惠，魏孝文帝太和二年（478年）十二月被诬策划叛乱，最终被处死。他的弟弟李初、李乐，以及其子嗣均一同被杀，后妻梁氏也在青州去世，家中财产全部被没收。当时北魏朝野认为这是冤案，无不痛惜。魏宣武帝正始元年（504年），李惠得以恢复名誉，被曾外孙宣武帝追赠为使持节、骠骑将军、开府仪同三司、定州刺史，追封中山公，谥号庄公。